# Koźminek (gemeente)
De gemeente Koźminek is een landgemeente in het Poolse woiwodschap Groot-Polen, in powiat Kaliski.
De zetel van de gemeente is in Koźminek.
Op 30 juni 2004 telde de gemeente 7478 inwoners.

## Oppervlakte gegevens
In 2002 bedroeg de totale oppervlakte van gemeente Koźminek 88,43 km², waarvan:
- agrarisch gebied: 85%
- bossen: 10%

De gemeente beslaat 7,62% van de totale oppervlakte van de powiat.

## Demografie
Stand op 30 juni 2004:
| Omschrijving                   | Totaal | Totaal | Vrouwen | Vrouwen | Mannen | Mannen |
| ------------------------------ | ------ | ------ | ------- | ------- | ------ | ------ |
| eenheid                        | aantal | %      | aantal  | %       | aantal | %      |
| inwoners                       | 7478   | 100    | 3725    | 49,8    | 3753   | 50,2   |
| bevolkingsdichtheid (inw./km²) | 84,6   | 84,6   | 42,1    | 42,1    | 42,4   | 42,4   |

In 2002 bedroeg het gemiddelde inkomen per inwoner 1157,96 zł.

## Administratieve plaatsen (sołectwo)
Bogdanów, Chodybki, Dąbrowa, Dębsko, Emilianów, Gać Kaliska, Józefina, Koźminek, Krzyżówki, Ksawerów, Marianów, Młynisko, Moskurnia, Nowy Karolew, Nowy Nakwasin, Osuchów, Oszczeklin, Pietrzyków, Rogal, Smółki, Stary Karolew, Stary Nakwasin, Tymianek, Złotniki.

## Overige plaatsen
Agnieszków, Dębsko-Dosinek, Dębsko-Ostoja, Dębsko-Ośrodek, Emilianów-Pośrednik, Emilianów-Zosina, Gać Pawęzowa, Murowaniec, Osuchów-Parcela, Przydziałki, Raszawy, Słowiki, Sokołówka.

## Aangrenzende gemeenten
Ceków-Kolonia, Goszczanów, Lisków, Opatówek, Szczytniki